# Aruba Modeltreinenmuseum
Het Aruba Modeltreinenmuseum (Engels: Aruba Model Trains Museum) is een privémuseum van modeltreinen, gevestigd in de wijk Lago Heights in San Nicolas, Aruba. Het modeltreinenmuseum geeft een overzicht van modeltreinen van 1875 tot de huidige tijd.
J. de Vries kreeg tijdens een vakantie in Schotland zijn eerste modeltrein. De trein legde de basis voor een aanleg van een verzameling van Duitse, Engelse en Amerikaanse modeltreinen. In Lago Heights bouwde hij een huis in Surinaamse stijl op palen. Hij besloot de begane grond niet te gebruiken als garage, maar voor zijn verzameling treintjes.
De Vries werkte in de verzekeringen, maar zijn pensioen naderde. Op 1 december 2001 besloot hij het modeltreinenmuseum op te richten. Het museum is gratis toegankelijk. Voor de kinderen zijn er houten treinen waarmee ze mogen spelen. De verzameling bevat Duitse treinen uit het begin van de 20e eeuw. Het museum bevat ook modelauto's en modelvliegtuigen.